# (18890) 2000 EV26
(18890) 2000 EV26 est un objet de la ceinture principale d'astéroïdes intérieure de 2,144 km de diamètre découvert en 2000.

## Description
(18890) 2000 EV26 a été découvert le 9 mars 2000 à l'observatoire Magdalena Ridge, situé dans le comté de Socorro, au Nouveau-Mexique (États-Unis), par le projet Lincoln Near-Earth Asteroid Research (LINEAR).

### Caractéristiques orbitales
L'orbite de cet astéroïde est caractérisée par un demi-grand axe de 1,92 UA, un périhélie de 1,77 UA, une excentricité de 0,07 et une inclinaison de 22,98° par rapport à l'écliptique. Du fait de ces caractéristiques, à savoir un demi-grand axe inférieur à 2 UA et un périhélie supérieur à 1,666 UA, il est classé, selon la JPL Small-Body Database, objet de la ceinture principale d'astéroïdes intérieure.

### Caractéristiques physiques
(18890) 2000 EV26 a une magnitude absolue (H) de 14,7 et un albédo estimé à 0,668, ce qui permet de calculer un diamètre de 2,144 km. Ces résultats ont été obtenus grâce aux observations du Wide-Field Infrared Survey Explorer (WISE), un télescope spatial américain mis en orbite en 2009 et observant l'ensemble du ciel dans l'infrarouge, et publiés en 2011 dans un article présentant les premiers résultats concernant les astéroïdes de la ceinture principale.